# エドワード・キング (初代キングストン伯爵)
初代キングストン伯爵エドワード・キング（英語: Edward King, 1st Earl of Kingston, PC(Ire)、1726年3月29日 – 1797年11月8日）は、アイルランドの貴族、政治家。

## 経歴
1726年3月29日、第3代準男爵サー・ヘンリー・キングとその妻イザベラ(旧姓ウィングフィールド)の間の三男として生まれる。兄にロバート(第4代準男爵・初代キングスバラ男爵)がいる。
1749年から1760年にかけてボイル選挙区、1761年から1764年にかけてスライゴ選挙区から選出されてアイルランド議会庶民院議員を務める。1755年5月22日に兄の初代キングスバラ男爵・第4代準男爵ロバートが子供なく死去したため、第5代準男爵位を継承した（キングスバラ男爵位は廃絶）。
1761年から1763年と1769年から1770年にかけてフリーメイソン・アイルランド・グランドロッジのグランドマスターを務める。
1764年7月にキングストン男爵、1766年11月にはキングストン子爵、1768年8月にはキングストン伯爵に叙せられる。
1772年から1797年にかけてはロスコモン主席治安判事を務め、1794年1月にはアイルランド枢密顧問官に列した。
1797年11月8日にアイルランド・ロスコモン県にある自邸キングストン・ロッジで死去した。爵位は生存している子のうち唯一の男子だったロバート・キングが継承した。

## 栄典

### 爵位・準男爵位
- 1755年5月22日、第5代ロスコモン県におけるボイル・アビーのキング準男爵 (5th Baronet King, of Boyle Abbey, in the County of Roscommon, 1682年創設アイルランド準男爵位)
- 1764年7月15日、初代ロスコモン県におけるロッキンガムのキングストン男爵 (1st Baron Kingston, of Rockingham in the County of Roscommon、アイルランド貴族)
- 1766年11月15日、初代スライゴ県におけるキングスバラのキングストン子爵 (1st Viscount Kingston, of Kingsborough in the County of Sligo、アイルランド貴族)
- 1768年8月25日、初代キングストン伯爵 (1st Earl of Kingston、アイルランド貴族)[2][3]

## 家族
1752年にジェーン・コールフィールドと結婚し、彼女との間に以下の7子を儲ける。
- 第1子(長女)ジェーン・キング (-1838) - 初代ロス伯爵ローレンス・パーソンズと結婚
- 第2子(次女)フランセス・キング - トマス・テニソンと結婚
- 第3子(長男)ヘンリー・キング (-1785)
- 第4子(次男)ウィリアム・キング (-1762)
- 第5子(三女)エレノア・キング (-1822)
- 第6子(四女)イザベラ・キング
- 第7子(三男)ロバート・キング (1754-1799) - 第2代キングストン伯爵位を継承